# Andrej Parfenov
Andrej Sergeevič Parfenov, accreditato come Andrey Parfenov dalla FIS (in russo Андрей Сергеевич Парфенов?; Troicko-Pečorsk, 17 dicembre 1987), è un fondista russo.

## Biografia
In Coppa del Mondo ha esordito il 27 ottobre 2007 a Düsseldorf (40°) e ha ottenuto il primo podio il 24 gennaio 2014 a Rybinsk (3°). Ai Mondiali di Falun 2015, suo esordio iridato, si è classificato 31º nella sprint. Il 5 febbraio 2017 ha ottenuto a Pyeongchang Alpensia la sua prima vittoria in Coppa del Mondo.

## Palmarès

### Mondiali juniores
- 2 medaglie:
  - 2 argenti (staffetta a Kranj 2006; staffetta a Tarvisio 2007)

### Coppa del Mondo
- Miglior piazzamento in classifica generale: 63º nel 2009
- 3 podi (2 individuali, 1 a squadre):
  - 1 vittoria (a squadre)
  - 2 terzi posti (individuali)

#### Coppa del Mondo - vittorie
| Data            | Località             | Nazione       | Specialità                |
| --------------- | -------------------- | ------------- | ------------------------- |
| 5 febbraio 2017 | Pyeongchang Alpensia | Corea del Sud | TS TL (con Gleb Retivych) |

Legenda:

TL = tecnica libera

TS = sprint a squadre